# Gnathaphanus
Gnathaphanus is een geslacht van kevers uit de familie van de loopkevers (Carabidae). De wetenschappelijke naam van het geslacht is voor het eerst geldig gepubliceerd in 1825 door W.S. MacLeay.

## Soorten
Het geslacht Gnathaphanus omvat de volgende soorten:
- Gnathaphanus aridus Blackburn, 1892
- Gnathaphanus chinensis Schauberger, 1932
- Gnathaphanus chujoi Habu, 1973
- Gnathaphanus dierli Jedlicka, 1966
- Gnathaphanus froggatti (Macleay, 1888)
- Gnathaphanus glamorgani (Lequillon, 1841)
- Gnathaphanus herbaceus Sloane, 1900
- Gnathaphanus kansuensis Schauberger, 1932
- Gnathaphanus laosensis Jedlicka, 1966
- Gnathaphanus latus Sloane, 1900
- Gnathaphanus licinoides Hope, 1842
- Gnathaphanus loeffleri Jedlicka, 1966
- Gnathaphanus masudai (Nakane & Ishida, 1959)
- Gnathaphanus melbournensis (Castelnau, 1867)
- Gnathaphanus multipunctatus (Macleay, 1888)
- Gnathaphanus parallelus Louwerens, 1962
- Gnathaphanus philippensis (Chevrolat, 1841)
- Gnathaphanus picipes (Macleay, 1864)
- Gnathaphanus porcatulus (Macleay, 1888)
- Gnathaphanus pulcher (Dejean, 1829)
- Gnathaphanus punctifer (Castelnau, 1867)
- Gnathaphanus rectangulus Chaudoir, 1878
- Gnathaphanus riverinae Sloane, 1895
- Gnathaphanus sexpunctatus (Macleay, 1888)
- Gnathaphanus subolivaceus (W.S.Macleay, 1825)
- Gnathaphanus vulneripennis (W.S.Macleay, 1825)
- Gnathaphanus whitei Sloane, 1917